# Whitehouse (Texas)
Whitehouse é uma cidade localizada no estado norte-americano do Texas, no Condado de Smith.

## Demografia
Segundo o censo norte-americano de 2000, a sua população era de 5346 habitantes.
Em 2006, foi estimada uma população de 7327, um aumento de 1981 (37.1%).

## Geografia
De acordo com o United States Census Bureau tem uma área de
9,8 km², dos quais 9,8 km² cobertos por terra e 0,0 km² cobertos por água.

## Localidades na vizinhança
O diagrama seguinte representa as localidades num raio de 16 km ao redor de Whitehouse.